# 劉易斯 (紐約州劉易斯縣)
劉易斯（英語：Lewis）是一個位於美國紐約州劉易斯縣的鎮。

## 人口
根據2020年美國人口普查的數據，劉易斯的面積為168.70平方千米，當中陸地面積為167.30平方千米，而水域面積為1.40平方千米。當地共有人口844人，而人口密度為每平方千米5人。